# 756 a.C.

## Eventos
- Sexta olimpíada; Ébotas de Dime foi o vencedor do estádio.[1]